# Vaux-sur-Morges
Pronunciação
Aclens é uma comuna suíça no cantão de Vaud, localizado no distrito de Morges. A população da comuna é de 184 pessoas, em dezembro de 2018. Em 2008, 12,1% dos residentes da população foram estrangeiros. Nos últimos 10 anos (1999–2009), a taxa da população foi de 24,6%. A taxa mudou-se para 13% devido à migração e a uma taxa de 13,8% devido a nascimentos e mortes.
A maioria da população (em 2000) fala francês (139 ou 88,0%), sendo o inglês a segunda língua mais comum (11 ou 7,0%) e o alemão o terceiro (5 ou 3,2%).